# Hylonycteris underwoodi
Genre
Espèce
Statut de conservation UICN

 LC  : Préoccupation mineure
Hylonycteris underwoodi est une espèce de chauve-souris, la seule du genre Hylonycteris.